# Премія Грантем
Премія Грантем — щорічна журналістська премія, яка присуджувалася з вересня 2005 року по жовтень 2012 року. Його заснували Джеремі Ґрантем і Ганнелор Ґрентем та Інститут морського та екологічного репортажу Меткалфа, щоб щорічно відзначати роботу одного журналіста або команди журналістів за зразкові репортажі про навколишнє середовище.
«Громадськість заслуговує на вільний доступ до такої інформації та новин, які може надати лише видатна незалежна журналістика», – сказали Ґрантеми під час оголошення премії. Вони кажуть, що хочуть, щоб їхня щорічна нагорода в розмірі 75 000 доларів «надала такому репортажу необхідну честь, повагу та видимість».
Мета премії полягала в тому, щоб заохочувати видатне висвітлення довкілля, визнавати звітність, яка має потенціал для конструктивних змін, і широко розповсюджувати історію, яка отримала премію, щоб підвищити обізнаність громадськості та розуміння проблем, пов’язаних із довкіллям.
Премія присуджується щорічно науково-популярній літературі, яка була доступна для широкої аудиторії в Сполучених Штатах або Канаді протягом попереднього календарного року в газетах, журналах, книгах, телебаченні, кабельному, радіо або в Інтернеті.
Серед критеріїв, які розглядаються присяжними, — значущість теми, якість та оригінальність журналістики, а також зусилля, пов’язані з розповіддю. Роботи на премію Грантем оцінювала незалежна комісія журі під головуванням Девіда Бордмана, Seattle Times. Серед інших журналістів до журі були Роберт Б. Семпл-молодший, The New York Times; Джеймс Гамільтон, Чарльз С. Сіднор, професор державної політики в «Університеті Дьюка»; Сюзанна Ребер, Центр журналістських розслідувань; Дебора Поттер, NewsLab, Філіп Меєр, професор, почесний професор Школи журналістики та масових комунікацій Університету Північної Кароліни та Даян Гокінс-Кокс, колишня CNN.
Премію Грантем профінансували Джеремі Ґрантем і Ганнелор Ґрантем через Фонд захисту навколишнього середовища Грантема. Фонд прагне підвищити обізнаність про нагальні екологічні проблеми та підтримує окремих осіб та організації, які працюють над пошуком рішень. Їхнє надання грантів підтримує комунікацію та співпрацю в галузі охорони навколишнього середовища, з акцентом на зміну клімату.
Інститут морської та екологічної звітності Меткалфа був заснований у 1997 році за фінансування трьох журналістських фондів і корпорації Бело, Благодійного фонду The Providence Journal, Фонду Філіпа Л. Грема, а також Фонду Телака. Інститут був заснований як меморіал Майклу Меткалфу, далекоглядному лідеру газетної журналістики і з 1979 по 1987 рік видавцю The Providence Journal Bulletin. Інститут Меткалфа забезпечує підготовку репортерів і редакторів у галузі науки та навколишнього середовища, щоб допомогти покращити точність та чіткість звітів про морські та екологічні проблеми.

## Лауреати
Премія Грантем
- 2012: Брендон Луміс, Рік Іган і Девід Нойс, «Наші ліси вимирають», The Salt Lake Tribune
- 2011: Джеймс Естілл, «Легені світу», The Economist, спеціальний звіт з восьми частин
- 2010: Аланна Мітчелл, Морська хвороба: Глобальний океан у кризі
- 2009: Блейк Моррісон і Бред Хіт, «Ефект димової труби: токсичне повітря та американські школи», USA Today
- 2008: Девід Барбоза, Кіт Бредшер, Говард Френч, Джозеф Кан, Марк Лендлер, Чанг В. Лі, Джиммі Ван і Джим Ярдлі. «Задихаючись від зростання», New York Times, десятисерійна серія
- 2007: Кеннет Р. Вайс і Уша Лі Макфарлінг, "Змінені океани", The Los Angeles Times, п'ятисерійний серіал.
- 2006: Ян Баррі, Томас Е. Франклін, Мері Джо Лейтон, Тім Ностранд, Алекс Нуссбаум, Том Тронконе, Дебра Лінн Віал, Лінді Вошберн, Барбара Вільямс, «Токсична спадщина», The Record (округ Берген, Нью-Джерсі)

## Зовнішні посилання
- Премія Грантема
- Інститут морської та екологічної звітності Меткалфа